# Antonio Karmona
Antonio Karmona Herrera (Bermeo, 24 marzo 1968) è un ex calciatore spagnolo, di ruolo difensore.

## Carriera

### Club
Nei primi anni della sua carriera giocò con i baschi del Sestao.
Nel 1995 passò per un anno all'Eibar.
La stagione successiva si trasferì al Deportivo Alavés, di cui diventa presto perno della difesa e poi capitano.
Nel 2000-2001 è uno dei protagonisti della stagione della squadra basca, che raggiunse sorprendentemente la finale di Coppa UEFA. La finale si giocò al Westfalenstadion di Dortmund, in Germania, l'Alavés giocò contro gli inglesi del Liverpool. Alla fine del tempo regolamentare le due squadre erano in parità, avendo raggiunto un combattuto risultato di 4-4. Così si andò ai tempi supplementari e la vittoria inglese 5-4 si decise con il golden gol.
Karmona restò all'Alavés fino al 2003, quando la squadra arrivò penultima e retrocesse in Segunda División.
Tornò quindi all'Eibar, dove chiuse la carriera nel 2005.
Collezionò cinque presenze con la Selezione dei Paesi Baschi.